# Arnoia (rivière)
Pour les articles homonymes, voir Arnoia.
L'Arnoia (ou en espagnol : Río Arnoya) est une rivière espagnole d'une longueur de 84,5 km qui coule dans la communauté autonome de la Galice. Elle est un affluent gauche du Minho.

## Géographie
L'Arnoia prend source dans la Sierra de San Mamede (es), passe à Allariz et conflue en rive gauche à A Arnoia

## Source de la traduction
- (es) Cet article est partiellement ou en totalité issu de l’article de Wikipédia en espagnol intitulé « Río Arnoia » (voir la liste des auteurs).